# 有線預告台

有線電視預告台版面

有線電視預告台是香港有線電視的其中一個新聞資訊頻道，於1997年4月1日啟播。以24小時不斷循環播放的簡明電子節目指南，提供最新的有線電視各頻道電視節目時間表及節目精選片段廣告。
而CAT成人影院（Cable Adult Theatre）頻道節目預告和節目時間表則於CAT預告台（第80頻道）播放。

## 歷史
頻道在1997年4月1日啟播。最初啟播頻道號碼為13頻道，其後曾經多次改動該頻道的頻道號碼。
1998年10月由於電影3台啟播預告台更改於第25頻道播放；2001年由於重新編排台號預告台更改於第1頻道播放；2003年由於娛樂新聞台啟播，預告台更改於第99頻道播放；2004年1月13日，有線建構八大平台及重新編排台號，預告台更改於第1頻道播放。2009年11月3日起，預告台停播，觀眾只可利用解碼器的電子節目指南查閱節目時間表。

## 聲音頻道
此頻道第2聲道為中國呼聲多語種頻道（CRI Multilingual Service），以多族裔語言，包括國語（漢語）、英語、印巴語、印地語、烏爾都語、泰米爾語及菲律賓語等語言為主，並播出新聞、體育、音樂、旅遊、教學、紀錄片及《聽眾信箱》等節目。聲音頻道已在2009年停播。